# Pseudodistoma citrinum
Pseudodistoma citrinum is een zakpijpensoort uit de familie van de Pseudodistomidae. De wetenschappelijke naam van de soort werd in 2006 voor het eerst geldig gepubliceerd door het echtpaar Claude en Françoise Monniot.